# Брыка
Брыка (коми Брыка) — деревня в Ижемском районе Республики Коми России. Входит в состав сельского поселения Сизябск.

## Этимология
Слово брыка на ижемском диалекте коми-зырянского языка означает «не растворившийся в воде комок муки». Это слово также использовалось для обозначения возвышенности, холма или горки. Согласно другой версии, топоним восходит к древнерусскому личному имени Брык.

## История
Основана в период между 1850 и 1859 годами. По данным на 1859 год в деревне Брюкинской числились 52 двора и 222 жителя (105 мужчин и 117 женщин); в 1905 году — 265 человек (128 мужчин и 137 женщин).
По состоянию на 1920 год, в деревне Брыкинской имелось 35 дворов и проживало 142 человека (58 мужчин и 84 женщины). В административном отношении входила в состав Сизябского общества Сизябской волости Ижмо-Печорского уезда.

## География
Деревня находится в северо-западной части Республики Коми, в пределах Печорской низменности, в левобережной части долины реки Ижмы, на расстоянии примерно 3 километров (по прямой) к северо-западу от села Ижмы, административного центра района.
Климат
Климат характеризуется как умеренно континентальный, с продолжительной морозной многоснежной зимой и коротким прохладным летом. Средняя температура воздуха самого тёплого месяца (июля) составляет 14,6 °C; самого холодного (января) — −17,4 °C. Среднегодовое количество атмосферных осадков составляет 527 мм.
Часовой пояс
Брыка, как и вся Республика Коми, находится в часовой зоне МСК (московское время). Смещение применяемого времени относительно UTC составляет +3:00.

## Население
| 2010 |
| ---- |
| 26   |

Гендерный состав
По данным Всероссийской переписи населения 2010 года в гендерной структуре населения мужчины составляли 38,5 %, женщины — соответственно 61,5 %.
Национальный состав
Согласно результатам переписи 2002 года, в национальной структуре населения коми-ижемцы составляли 71 % из 41 чел.